# Sveno Svenonis

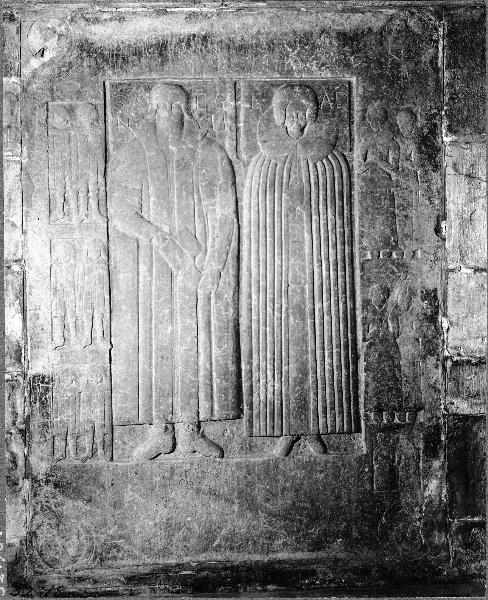
Gravhäll i Skara domkyrka.

Sveno Svenonis, född i 1566 i Skärv, död 21 februari 1639, var biskop i Skara stift 1618 till sin död.
Han var bondson, och studerade på Skara skola, där han också blev rektor år 1590. Han blev utnämnd till kyrkoherde i Skara pastorat 1597 eller 1598.